# Lexicon (entreprise)
Pour les articles homonymes, voir Lexicon.
Lexicon est une société américaine de fabrication et de commercialisation de matériel audio grand public et professionnel. Elle appartient au groupe américain Harman International Industries qui est lui-même une filiale du groupe sud-coréen Samsung Electronics. Lexicon a été fondée en 1971 à Waltham, Massachusetts et dispose aussi de bureaux à Salt Lake City. La société, aujourd'hui célèbre pour ses réverbérations (480L, PCM 70), a commencé son activité en fabriquant un délai numérique pour la cardiologie.
Lexicon propose aussi depuis les années 2000 une gamme de produits audiophiles.
Dans les années 2010, Lexicon a poursuivi sa diversification par la conception de systèmes audio de multidiffusion embarquée, notamment pour les Rolls-Royce Phantom, les Hyundai Genesis et Equus, ainsi que pour la Kia K900.

## Historique
La société Lexicon a débuté ses activités en 1969 sous le nom de American Data Science, sous la conduite du professeur du Massachusetts Institute of Technology Francis F. Lee et de l'ingénieur Chuck Bagnaschi. Leur premier projet a porté sur la conception d'un délai de monitoring utilisé en cardiologie. C'est cette même technologie qui a été utilisée dans les années suivantes pour fabriquer les premières réverbérations numériques de la marque.